# 네스퀵

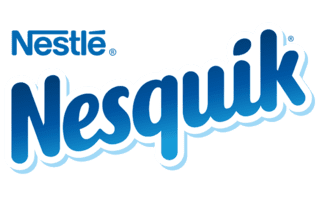

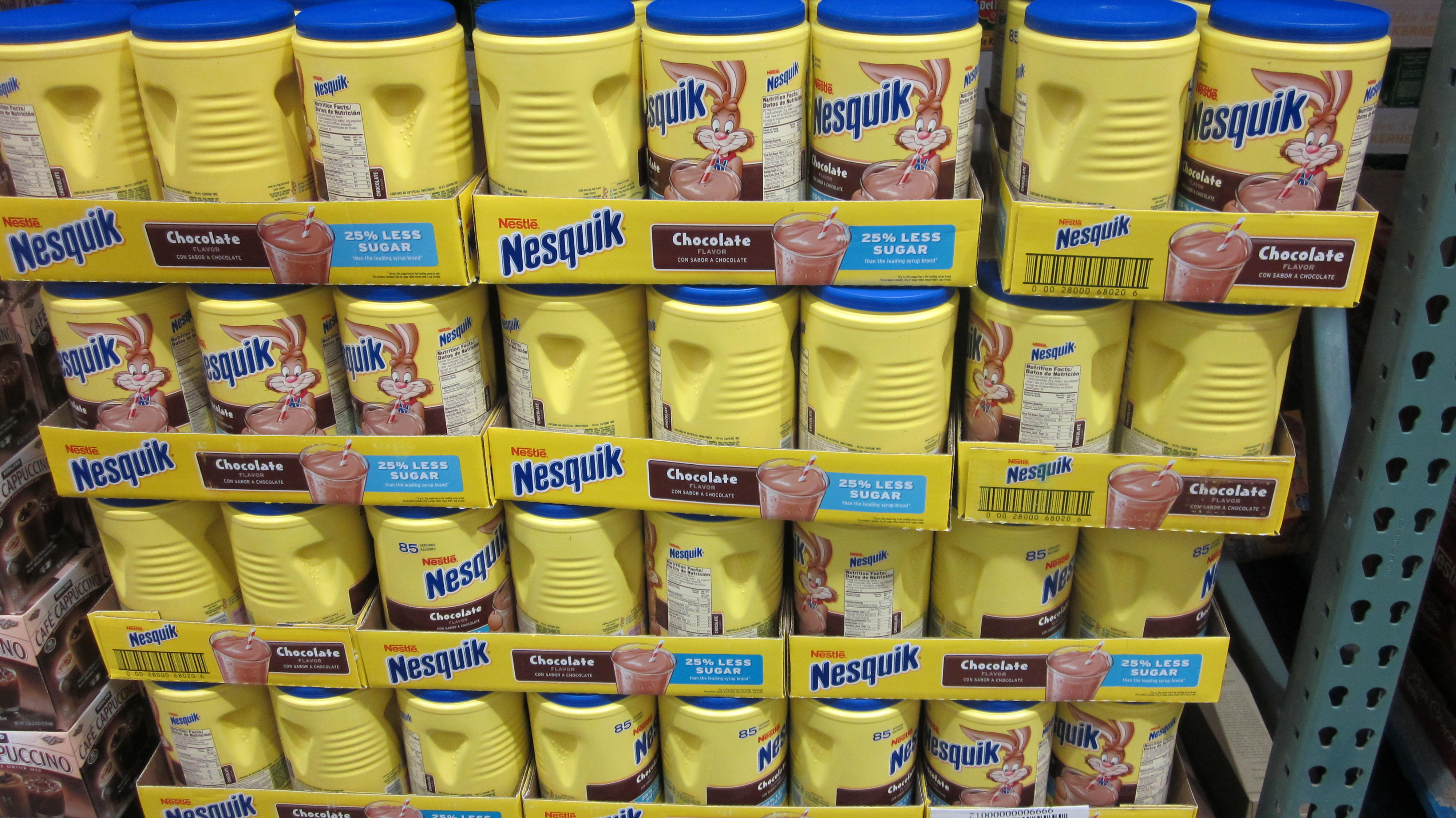
미국 코스트코에서 판매되는 네스퀵

네스퀵(Nesquik)은 네슬레에서 만든 초콜릿 우유 음료이다. 1948년 미국에서 Nestlé Quik이라는 코코아 파우더 제품으로 시판하여, 1950년대에 Nesquik이라는 제품명으로 유럽에 판매하였으며, 하루에 300~400만 잔이 소비되고 있는 제품이다. 현재 대한민국을 비롯하여, 미국, 캐나다, 유럽(프랑스, 이탈리아, 독일, 영국), 오스트레일리아, 뉴질랜드, 중국, 홍콩, 대만, 일본 등 세계 70여개 국의 어린이들로부터 사랑을 받고 있다.
1999년부터 전 세계 시장에 Nesquik 상품명으로 통일하였다. 이와 동시에 제네럴 밀은 "우유를 초콜릿 우유로 변하게 하는" 네스퀵 시리얼을 판매하기 시작하였다.

## 같이 보기
- 마일로 (식품)
- 콜라 카오
- 오발틴